# ボリス・ヴィルデ
ボリス・ヴィルデ（Boris Vildé、1908年6月25日（ユリウス暦）/ 7月8日（グレゴリオ暦） - 1942年2月23日）は、帝政ロシアに生まれ、1936年にフランスに帰化した言語学者・民族学者。パリ人類博物館北極民族部門の主任。ナチス・ドイツ占領下のフランスで最も早い時期に結成された対独レジスタンス「人類博物館グループ」の指導者として、パリおよび地方の他のグループとの連携活動を組織し、連絡網の拡大、逃亡ルートの確立に尽力した。1941年3月にゲシュタポに逮捕され、グループ解体。1942年2月に他の6人のメンバーとともにモン・ヴァレリアン要塞で銃殺された。

## 背景
ボリス・ヴィルデは1908年6月25日（ユリウス暦）、ボリス・ウラディミロヴィッチ・ヴィルデとしてロシア帝国の首都サンクトペテルブルク（レニングラード州）に生まれた。1913年、ヴィルデが4歳のときに上級鉄道員であった父が死去し、ヴォロソヴォ地区（レニングラード州）の小村ヤストレビノに住む母方の祖父母のもとに身を寄せた。
1917年のロシア革命後にボリシェヴィキ政府が成立。1919年にロシア内戦（1917年から1922年）を逃れて、エストニアに亡命し、タルトゥに住んで学業を続け、エストニア語のほか、フィンランド語も習得した。タルトゥ大学で物理学・化学を専攻。生計を立てるために製材所、次いで印刷所で働いた。短期間ラトビアに滞在した後、1930年にベルリンに移り住み、2年間のドイツ滞在中にドイツ語を習得。翻訳やイェーナ大学（フリードリヒ・シラー大学イェーナ）の講師など非正規の仕事を掛け持ちでしながら研究を続けた。反ナチズムの運動に参加し、短期間だが拘留された。

## 渡仏・帰化
渡仏のきっかけは、講演のためにベルリンを訪れていたアンドレ・ジッドとの出会いであった。彼の勧めに従って、1932年に渡仏。職を転々としながらフランス語を学び、民族学の学位を取得した。1934年7月、中世史専門の歴史学者フェルディナン・ロットの娘イレーヌ・ロットと結婚し、ポール・リヴェに紹介された。リヴェは、人類学者のリュシアン・レヴィ＝ブリュール、マルセル・モースとともに1925年にパリ大学の民族学研究所を開設した民族学者で、物理学者ポール・ランジュヴァン、哲学者アラン（エミール＝オーギュスト・シャルティエ）ら左派の知識人とともに、1934年に結成された反ファシズム知識人監視委員会 (CVIA) のリーダーであった。
1936年9月5日にフランスに帰化。1937年にソルボンヌ大学でドイツ語の学位を取得。同年、リヴェが設立した人類博物館の北極文明部門からの依頼で、エストニアやフィンランドに派遣された。1939年1月、人類博物館の北極民族部門の主任に就任した。同年、国立東洋言語学校（現国立東洋言語文化学院）で日本語の学位を取得した。

## 対独レジスタンス

### 人類博物館グループ
スイスとフィンランドへの3度目の派遣を間近に控えた1939年9月、ドイツがポーランドに侵攻し、フランスとイギリスがドイツに宣戦布告。砲兵長、次いで砲兵伍長としてフランス軍に従軍した。
1940年5月にナチス・ドイツがフランスに侵攻し、6月15日に首都パリが陥落。ヴィルデは6月17日にジュラ県で捕虜となったが、負傷しながらも逃亡に成功し、7月にパリに戻った。第二の祖国であるフランスの敗北に胸を痛めたヴィルデは対独活動を開始し、人類博物館の同僚で図書館員のイヴォンヌ・オドン、同じロシア出身の人類学者アナトール・ルヴィツキーとともにグループを結成した。フランス革命期の公安委員会に因んで「国家公安委員会」と命名され、後に人類博物館グループとして知られることになったこのグループは、最も早い時期に結成された対独レジスタンス・グループの一つであり、人類博物館（シャイヨ宮）を拠点として、館長のリヴェのほか、歴史学者のロベール・フォーティエ、後にポール・オーエ退役大佐、モーリス・デュテイユ・ド・ラ・ロシェール大佐、民族学者・人類学者のジェルメーヌ・ティヨンと彼女の母で著述家のエミリー・ティヨンらが参加した。
「対独活動の演出家」と呼ばれたヴィルデは、パリや地方の他のグループとの連携活動を組織した。リュクサンブール美術館（国立近代美術館の前身）の主任学芸員であったジャン・カスーは、左派の政治活動を理由にヴィシー政権によって解雇され、小説家クロード・アヴリーヌ、美術史家アニエス・ユンベールらとともに自由フランスに参加する「ロンドンの自由なフランス人」に倣って「フランスの自由なフランス人」と名付けた新聞を発行していた。パリのリュシー・ブティリエ・デュ・レターユ、ドーバー海峡に面したパ＝ド＝カレー県のベテューヌに住むシルヴェット・ルルー、脱走兵・不法移民の逃亡やダンケルクからの兵士の救出（ダイナモ作戦）に参加したド・ラ・ロシェール大佐は、英国への逃亡ルートを確保した。次いでレオン＝モーリス・ノルドマン、アンドレ・ヴェイユ＝キュリエルらパリの弁護士グループ、写真家のピエール・ヴァルテルを中心とするアルザス・グループと連携した。1940年末頃には中部・南部のクレルモン＝フェラン、トゥールーズ、マルセイユ、リヨン、コート・ダジュールへ赴き、自由地域への連絡網を拡大し、ブルターニュ地方やスペイン経由の逃亡ルートを確保した。

### 『レジスタンス』紙
人類博物館グループは非合法の新聞『レジスタンス』を発刊・配布した。1940年12月15日付の創刊号はヴィルデが編集し、ジャン・カスーが発行責任者であった。この創刊号で、ヴィルデは訴えた。
フランス降伏後の1940年6月18日にシャルル・ド･ゴールがロンドンからフランス国民に呼びかけた「フランスのレジスタンスの炎は消え去ってはならないし、また消えることはないであろう」という言葉に直接応えるこの新聞は、フランス人の士気を大いに高めた。わずか4ページの新聞であり、グループ解体直前の1941年3月25日付の第5号をもって終刊となったが、その影響力は非常に大きかった。最終号にはピエール・ブロソレットも寄稿している。

### 密告・逮捕
1941年3月26日、ヴィルデはゲシュタポに逮捕された。グループの一員で機械工のアルベール・ガヴォーの密告によるものであった。彼はゲシュタポのスパイとして人類博物館グループに潜入し、ヴィルデの信頼を得るまでになっていた。一方、イヴォンヌ・オドンとアナトール・ルヴィツキーは、人類博物館の職員アドリアン・フェドロフスキーとその愛人フロリナ・エルーシュコフスキーの密告によってフランス警察に逮捕された。ヴィルデはサンテ刑務所、次いでフレンヌ刑務所に計11か月拘留され、この間に「フレンヌ日記」および「監獄からの手紙」を書いた（これらは『日記・監獄からの手紙』として1988年に刊行された）。彼は1941年10月21日付の日記に、「死ぬことは怖くない。銃殺されることは、いわば、私の人生の論理的帰結だろう。立派に人生を終えること…」と書いている。
さらに、『レジスタンス』紙を配布していた2人の青年が逮捕され、うちの1人が25人の責任者のリストを持っていた。こうして、1942年1月からドイツ軍事裁判所で人類博物館グループの18人の裁判が始まった。罪状は、「『レジスタンス』紙を配布し、軍事情報・スパイ情報を提供することで、ライヒ（ナチス・ドイツ）の敵のために情報伝達活動を行った」というものであった。メディアは「人類博物館事件」として大々的に取り上げた。ヴィルデは、ドイツ語で答弁を行い、逆に判事を糾弾した。

### 処刑
1942年2月17日、被告18人のうち、「最も危険な人物」とされたヴィルデを含む7人の男性が死刑、3人の女性がドイツへの移送および強制労働の判決を受けた。判決理由は以下の通りである。

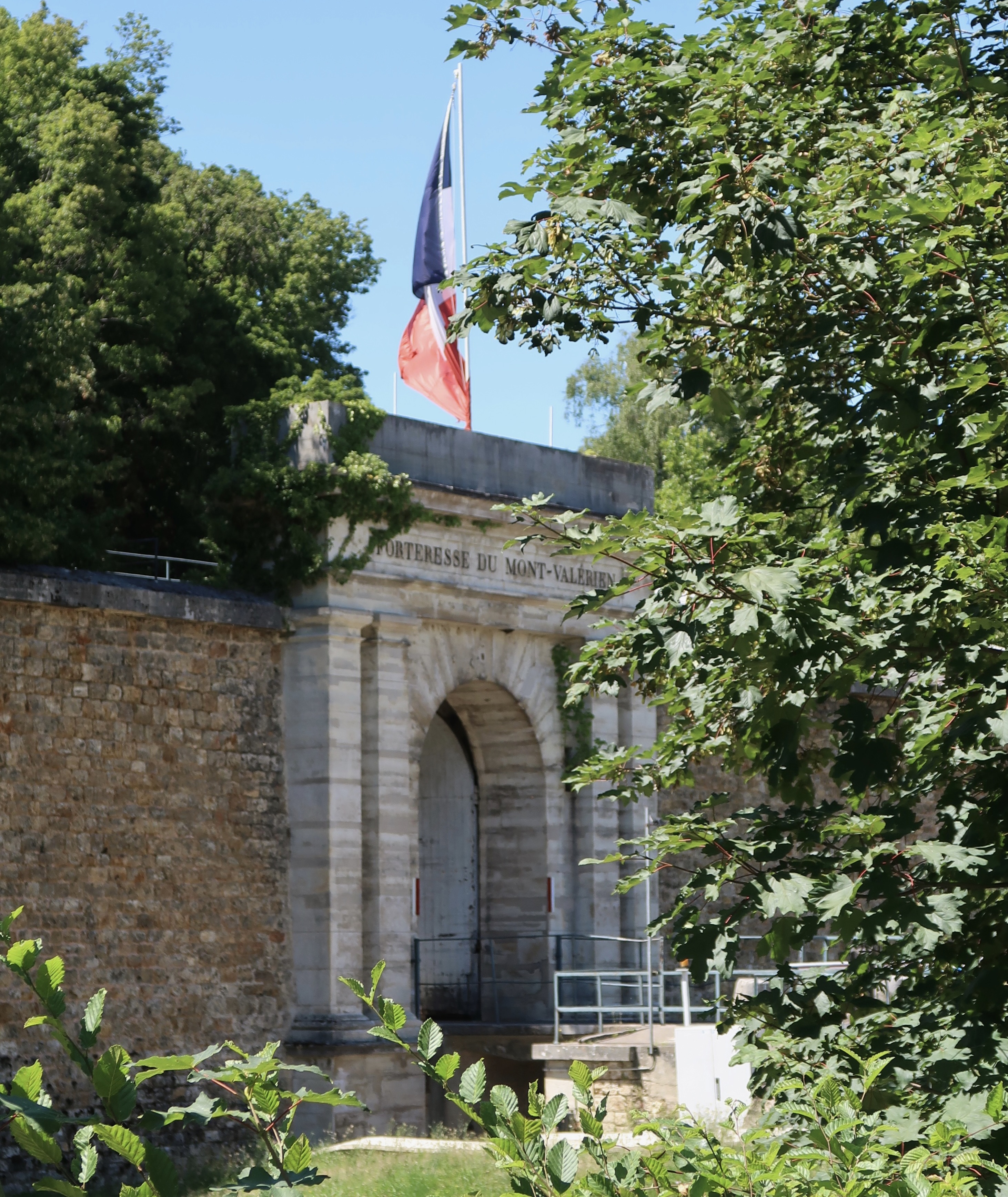
モン・ヴァレリアン要塞

死刑判決を受けたのは、ヴィルデのほか、アナトール・ルヴィツキー、レオン＝モーリス・ノルドマン、ピエール・ヴァルテル、通訳のジョルジュ・イティエル＝ラヴェルニョー、教育者のジュール・アンドリュー、会計士のルネ・セネシャルである。強制労働の判決を受けたイヴォンヌ・オドン、シルヴェット・ルルー、アリス・シモネは、は、ドイツの刑務所、マウトハウゼン強制収容所、ラーフェンスブリュック強制収容所などに送られた。この後に逮捕されたジェルメーヌ・ティヨンらも同様である。
1942年2月23日17時、ヴィルデら7人は、モン・ヴァレリアン要塞で銃殺刑に処された。モン・ヴァレリアンは対独活動家ら1,000人以上が銃殺された場所であり、2003年に犠牲者の氏名が刻まれた慰霊碑が建てられた。ヴィルデとルヴィツキーは、イヴリー墓地（ヴァル＝ド＝マルヌ県）に埋葬された。「赤いポスター」で知られ、同じくモン・ヴァレリアンで銃殺された「義勇兵パルチザン ― 移民労働者」のマヌーシアン・グループもこの墓地に埋葬されている。ルイ・アラゴンはロシア生まれのヴィルデとレヴィツキーについて、次のように書いている。
2008年7月8日、ボリス・ヴィルデ生誕100年の日に、人類博物館によりイヴリー墓地で追悼式典が行われた。

## 著書
- Boris Vildé, Journal et lettres de prison : 1941-1942 (日記・監獄からの手紙), Cahiers de l'Institut du Temps Présent, 1988; (再版) Éditions Allia, 1997.

## 参考資料
- Musée Boris Vildé à Yastrebino en Russie.
- Claude Doyennel, VILDÉ Boris [VILDÉ Boris Vladimirovitch] - Maitron.
- BORIS VILDÉ (1908-1942) - Musée de l'Homme.
- Biographie des fusillés du réseau dit du musée de l'Homme - Ministère des Armées.
- Boris Vildé - Éditions Allia.
- BORIS VILDÉ - Fondation de la Résistance (Département AERI).
- 人類博物館の人たち ─ レジスタンスと詩人たち - 大島博光記念館公式ウェブサイト.